# Paul Gleeson
Thomas Paul Gleeson (* 31. März 1880 in St. Louis, Missouri; † 26. November 1956 in Richmond Heights, Missouri) war ein US-amerikanischer Tennisspieler.

## Biografie
Paul Gleeson trat bei den Olympischen Sommerspielen 1904 in St. Louis im Herrendoppel mit seinem deutschen Partner Hugo Hardy an. Hardy war der einzige Tennisspieler der Spiele, der nicht aus den Vereinigten Staaten kam. Das Duo verlor sein Erstrundenspiel und schied somit aus.
In den folgenden Jahren spielte er einige weitere regionale Turniere und gewann vier Jahre später zusammen mit Drummond Jones im Doppel die Central States championships. Auch im Einzel erreichte er das Finale, wo er allerdings unterlag. 1909 trat er zusammen mit Orien Vernon an und erreichte erneut das Finale, wo sie sich dem Doppel Jones und Charles Peters geschlagen geben mussten.